# Echinodermata
Os Echinodermata (do grego echinos, espinho + derma, pele + ata, sufixo plural), também denominados equinodermos, equinodermes ou equinodermas, são animais deuterostômios exclusivamente marinhos e bentônicos. Tais seres são representantes do filo Echinodermata. São animais de vida livre, exceto por alguns crinóides que vivem fixos a um substrato rochoso (sésseis) e de simetria radial que também apresentam sua exceção, os comatulídeos, que se locomovem utilizando os braços. Este filo surgiu no período Cambriano recente e contém cerca de 7.000 espécies viventes e 13.000 extintas.
Estes animais se aproximam muito dos cordados por possuírem celoma verdadeiro (de origem enterocélica) e por serem deuterostômios, ou seja, o orifício embrionário conhecido como blastóporo origina o ânus dos indivíduos. Os sexos normalmente são separados. A reprodução sexuada tipicamente consiste de liberação de ovos e espermas na água, com a fecundação acontecendo externamente.
Na fase larval os equinodermos possuem simetria bilateral, vindo desenvolver a simetria radial somente no adulto. As larvas são livres natantes e semelhantes a embriões de cordados. Depois, o lado esquerdo do corpo se desenvolve mais que o direito, que é absorvido, e organiza-se numa simetria radial, em que o corpo é arranjado em partes em volta de um eixo central. Esta é basicamente pentâmera, ou seja, os elementos geralmente se dispõem em 5 ou múltiplos de 5. Possuem esqueleto formado por placas calcárias, coberto por fina camada epidérmica. O endoesqueleto mesodérmico é formado de pequenas placas de calcário e espinhos, que formam um rígido suporte que contém em si os tecidos do organismo; alguns grupos têm espinhos modificados chamados pedicelários que possibilitam a vida livre.
Os equinodermos tipicamente possuem um sistema hidrovascular ou sistema aquífero (também denominado sistema ambulacral), que funciona na locomoção destes animais. O sistema hidrovascular funciona através de um sistema de canais hidráulicos, nos quais a diferença de pressão produz movimentos físicos. Também existem ventosas nas extremidades dos canais que permitem ao animal fixar-se ao substrato, exceto os representantes da classe Ophiuroidea.
Eles têm um sistema nervoso radial simples que consistem em uma rede nervosa modificada (neurônios interconectados sem nenhum órgão central) e composto por anéis nervosos nervos radiais em volta da boca se estendendo por cada braço. Os ramos desses nervos coordenam o movimento do animal. Os equinodermos não têm cérebro, embora alguns possam ter gânglios.
Os espinhos estão presentes em diversos formatos nos grupos de equinodermos, e atuam com a função de proteger o animal e para a locomoção. Podem ser recobertos por substâncias de caráter tóxico.
Muitos equinodermos têm notável poder de regeneração: uma estrela-do-mar cortada radialmente em várias partes vai, depois de alguns meses, regenerar em tantas estrelas viáveis quantas foram as partes separadas. O corte de um braço (com uma parte proporcional de massa da parte central e de tecido nervoso) vai, em circunstâncias ideais, regenerar do mesmo modo.
Formas fósseis incluem os blastóides, edrioasteróides, e vários outros animais do Cambriano conhecidos como Helicoplacus, carpóides, Homalozoa, e eocrinóides como a Gogia.
Os Echinodermata são invertebrados exclusivamente marinhos, não possuindo representantes que habitem o meio terrestre ou dulcícola.
Os equinodermos apresentam um conjunto de características únicas ausentes nos outros filos, dentre as quais destaca-se a simetria radial pentameral, ou seja, o corpo geralmente é dividido em cinco partes dispostas ao redor do eixo central.

## Sistema ambulacral
Os equinodermos tipicamente possuem um sistema ambulacral ou sistema hidrovascular, derivado de um compartimento de celoma, que se projeta da superfície do corpo na forma de uma série de estruturas tentaculares, (os pódia e os pés ambulacrais), protraídos pelo aumento na pressão do fluido no seu interior; tem uma abertura para o meio externo (madreporito ou hidroporito) geralmente presente. A locomoção é por meio de pés ambulacrais (ou ambulacrários), que protraem das áreas ambulacrais, pelo movimento dos espinhos ou pelo movimento dos braços, que se estendem a partir do disco central do corpo. Também existem ventosas nas extremidades dos pés ambulacrários que permitem ao animal fixar-se ao substrato, exceto os representantes da classe Ophiuroidea.

## Sistema digestivo
O sistema digestório (ou digestivo) desses animais é geralmente completo, axial ou enrolado; ânus ausente nos ofiuroides. Nos asteroides é pentâmero, ocupa a maior parte do espaço interno do disco e braços. A boca está localizada no centro de uma membrana peristomial circular e resistente, que é muscular e tem um esfíncter. A boca abre para um curto esôfago que leva a um grande estômago, o qual ocupa a maior parte do disco. O estômago está dividido por uma constrição horizontal, em uma grande câmara oral, o estômago cardíaco e um estômago pilórico aboral menor e achatado. A digestão em asteroides é principalmente extracelular e as enzimas são produzidas pelo estômago e cecos pilóricos. Os produtos da digestão extracelular parcial realizada no estômago passam para dentro dos cecos pilóricos, onde a digestão se completa e acontece a absorção. Esta também ocorre nos cecos retais. Os nutrientes podem ser armazenados nas células dos cecos pilóricos ou liberados para o celoma ou para o sistema hemal, para distribuição. Resíduos não digeríveis de dentro do estômago e dos cecos pilóricos passam para o reto, onde formam as fezes e são eliminados.

### Nutrição

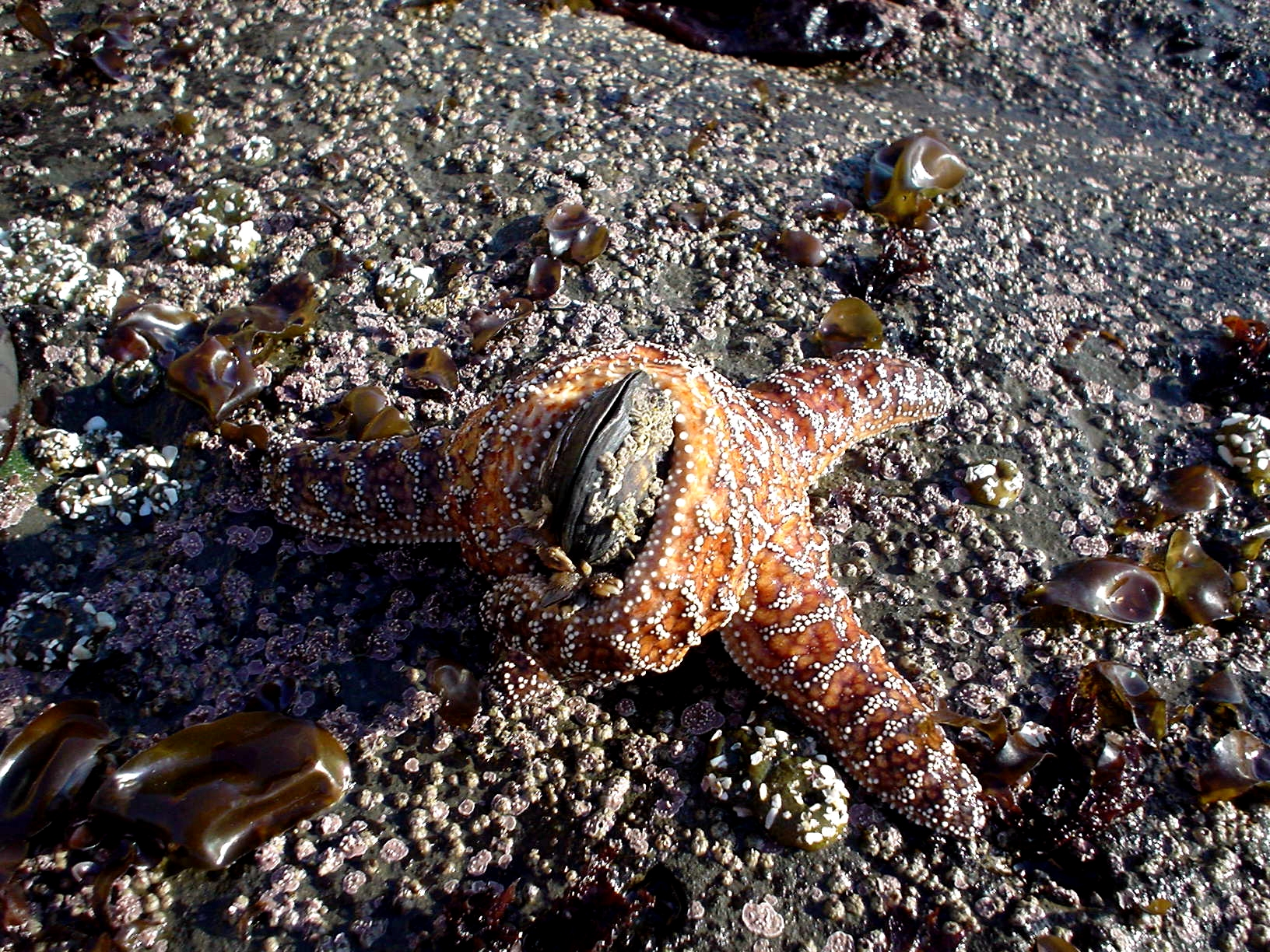
Estrela-do-mar se alimentando de um molusco

A maioria dos equinodermos alimentam-se de animais vivos ou mortos, especialmente moluscos, crustáceos, poliquetas, outros equinodermos e, até mesmo, peixes. Alguns deles tem dietas restritas, enquanto outros capturam uma grande variedade de presas, mas podem mostrar preferências dependendo da disponibilidade. Quase todos os asteroides detectam e localizam a presa percebendo substâncias por ela liberadas na água, sendo que muitas das presas desenvolveram respostas de fuga aos lentos asteroides. Algumas estrelas-do-mar que vivem em sedimento mole podem localizar a presa enterrada e, então, cavam o substrato para alcançá-la. Asterias e aparentados alimentam-se principalmente de presas com algum tipo de revestimento como os mexilhões, ostras e cracas. Asteroides são de considerável importância econômica porque são predadores de ostras e, algumas vezes, são removidos de bancos de cultivo desses moluscos com um grande implemento semelhante a um esfregão, que é arrastado sobre o fundo. As estrelas agarram-se ou enredam-se nos fios do esfregão com suas pedicelárias, são trazidas a superfície e destruídas. Alguns asteroides alimentam-se de esponjas, anêmonas-do-mar e pólipos de hidroides e corais. Algumas estrelas-do-mar são suspensívoras, alimentando-se de plâncton e detritos ao passo que outras consomem material depositado que entra em contato com a superfície do corpo. O material é retido no corpo e então varrido em direção a superfície oral pelos cílios epidérmicos. Chegando aos sulcos ambulacrais, os fios de muco carregado de alimento são carregados para a boca por corrente ciliares. Muitas estrelas-do-mar  onívoras e não predadoras têm  o estômago invertido, um órgão eficiente para a sua alimentação.

## Sistema nervoso
Equinodermos têm um sistema nervoso radial simples que consiste em uma rede nervosa modificada (neurônios interconectados sem nenhum órgão central) e anéis nervosos compostos por nervos radiais em volta da boca se estendendo por cada braço. Os ramos desses nervos coordenam o movimento do animal. Não têm cérebro, embora alguns possam ter gânglios. O sistema nervoso dos equinodermos é constituído por três unidades localizadas em diferentes níveis no disco e nos braços. Destes, o mais importante é o sistema oral, composto por um anel nervoso em torno da boca e por um nervo radial principal no interior de cada braço. Aparentemente, ele coordena os pés ambulacrais. Em seguida, temos um sistema mais profundo (hiponeural), que se estende aboralmente em relação ao sistema oral e, por fim, um sistema aboral, formado por um anel ao redor do ânus e por nervos radiais ao longo da superfície superior de cada raio. Um plexo nervoso epidérmico, ou rede nervosa, interliga livremente estes sistemas à  parede do corpo e a estruturas relacionadas. O plexo epidérmico coordena as respostas das brânquias dérmicas e estímulos táteis, sendo este o único caso conhecido entre os equinodermos no qual ocorre coordenação através de uma rede nervosa. Os órgãos dos sentidos são poucos desenvolvidos. Órgãos táteis e outras células sensoriais estão espalhados pela superfície do corpo, e um ocelo ocorre na extremidade do braço. Reagem principalmente ao toque, temperatura, substâncias químicas e diferenças na intensidade luminosa. Geralmente as estrelas-do-mar são mais ativas à noite.
Os espinhos estão presentes em diversos formatos nos grupos de equinodermos e têm as funções de proteção e locomoção. Podem ser recobertos por substâncias de caráter tóxico.

## Regeneração
Muitos equinodermos têm notável poder de regeneração: uma estrela-do-mar cortada radialmente em várias partes, depois de alguns meses, pode regenerar-se a ponto de cada uma das partes originar um novo indivíduo. A regeneração de uma estrela completa ocorrerá mesmo a partir de partes tão pequenas com um braço e um quinto do disco central. O corte de um braço (com uma parte proporcional de massa da parte central e de tecido nervoso) vai, em circunstâncias ideais, regenerar do mesmo modo.

## Reprodução
Geralmente são dioicos (sexos separados). A reprodução sexual tipicamente consiste de liberação de gametas  na água, com a fecundação acontecendo externamente com a incubação do zigoto em algumas espécies. Os machos lançam os espermatozoides na água e as fêmeas fazem o mesmo com os óvulos. Na água, um espermatozoide fecunda em um óvulo, dando origem ao ovo. Dos ovos, desenvolvem-se larvas, que se locomovem próximas à superfície da água, por meio de cílios. Depois de algum tempo, as larvas vão para o fundo do mar e se transformam em equinodermos adultos. Seu desenvolvimento é indireto, pois as larvas se transformam em animais jovens com forma própria. Em condições normais, algumas estrelas-do-mar  reproduzem assexuadamente pela clivagem do disco central. Cada parte regenera-se e se reproduz na fase larval.

## Classes
A classificação dos equinodermos varia de acordo com os autores, porém são reconhecidas cinco classes principais: Asteroidea, Ophiuroidea, Echinoidea, Holothuroidea e Crinoidea. Além dessas, um grupo com classificação ainda problemática por ter sido descoberto recentemente: Concentricycloidea.

### ClasseAsteroidea
A classe Asteroidea inclui as estrelas-do-mar. Estes animais apresentam uma forma estrelar, de vida livre, rastejadores, com cinco ou mais braços ou raios partindo de um disco central, boca voltada para o substrato e ânus na superfície aboral. Foram descritas aproximadamente 1500 espécies que ocupam oceanos por todo o planeta.

### ClasseOphiuroidea
A classe Ophiuroidea inclui os organismos conhecidos como ofiúros, estrelas-serpente ou estrela-cesto. Possuem cinco braços, diferente dos asteroides, que saem mais precisamente do disco central e são extremamente longos, quando comparados aos asteroides possuem uma constituição relativamente sólida. São o maior grupo dos equinodermos com aproximadamente 2000 espécies descritas que são encontrados em todos os habitats marinhos.

### ClasseEchinoidea
A classe Echinoidea inclui os ouriços-do-mar, corações do mar e bolachas do mar. Apresentam corpo de forma circular ou oval coberto de espinhos articulados, pode ser esférico ou achatado no eixo oral-aboral, apesar de apresentarem simetria radial, apresentam uma simetria bilateral secundária na fase larval. Foram descritas aproximadamente 950 espécies.

### ClasseHolothuroidea
A classe Holothuroidea inclui os pepinos-do-mar. Possuem o corpo alongado no eixo oral-aboral, por conta disso o animal é obrigado a repousar no substrato com um lado do corpo, possuem esqueleto reduzido a alguns ossículos microscópios, possuem um circulo de tentáculos ao redor da boca. Foram descritas aproximadamente 1500 espécies em 6 famílias.

### ClasseCrinoidea
A classe Crinoidea inclui os lírios-do-mar. Possuem o corpo em forma de copo ou cálice, com a superfície oral voltada pra cima, podem ter vida livre ou sedentária (presos a um substrato). Existem aproximadamente 625 espécies viventes encontradas em grandes profundidades e em recifes de corais.

### ClasseConcentricycloidea
A classificação desse grupo é problemática, Brusca (2003) não os considera como uma classe. As margaridas do mar possuem o corpo discoidal com menos de um centímetro de diâmetro, com anéis de espinhos marginais, cobertos por ossículos semelhantes a placas, não apresentam braços ou raios.

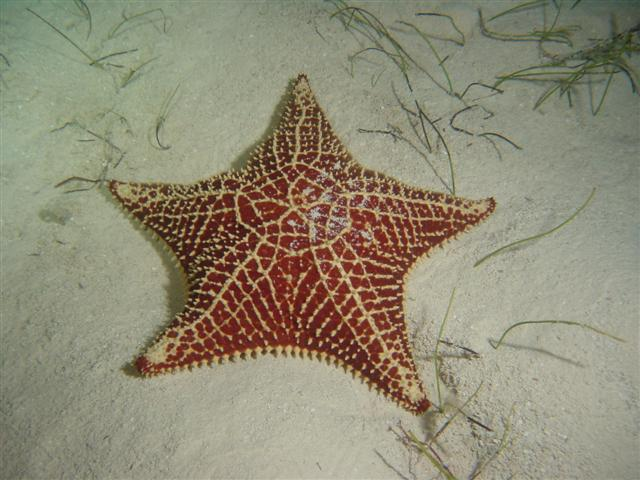
Estrela do mar, representante dos Asteroidea
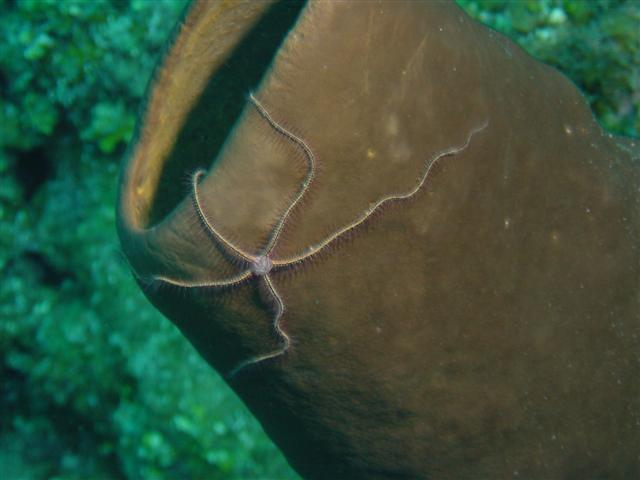
Estrela-serpente, representante dos Ophiuroidea
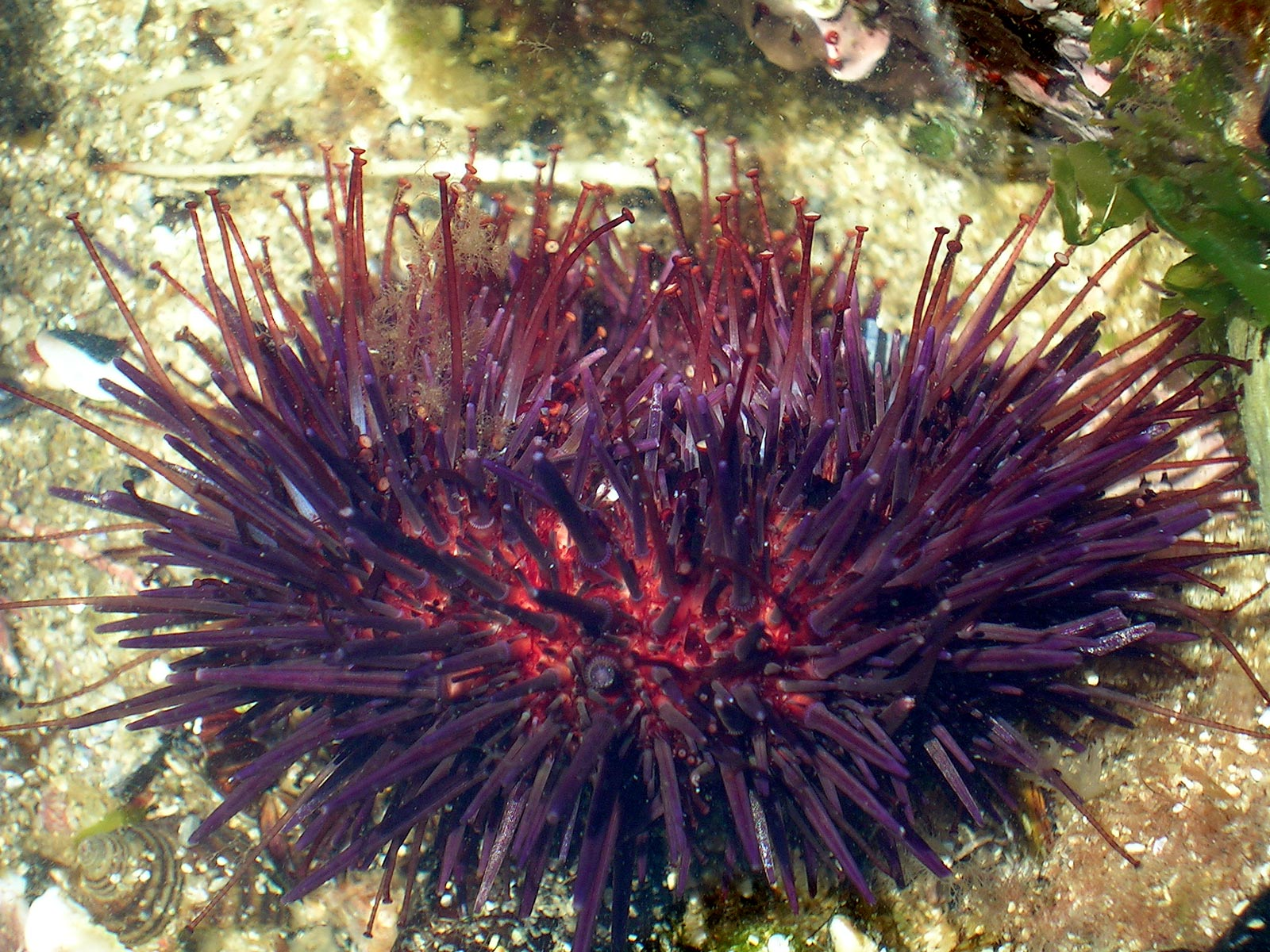
Ouriço-do-mar, representante dos Echinoidea
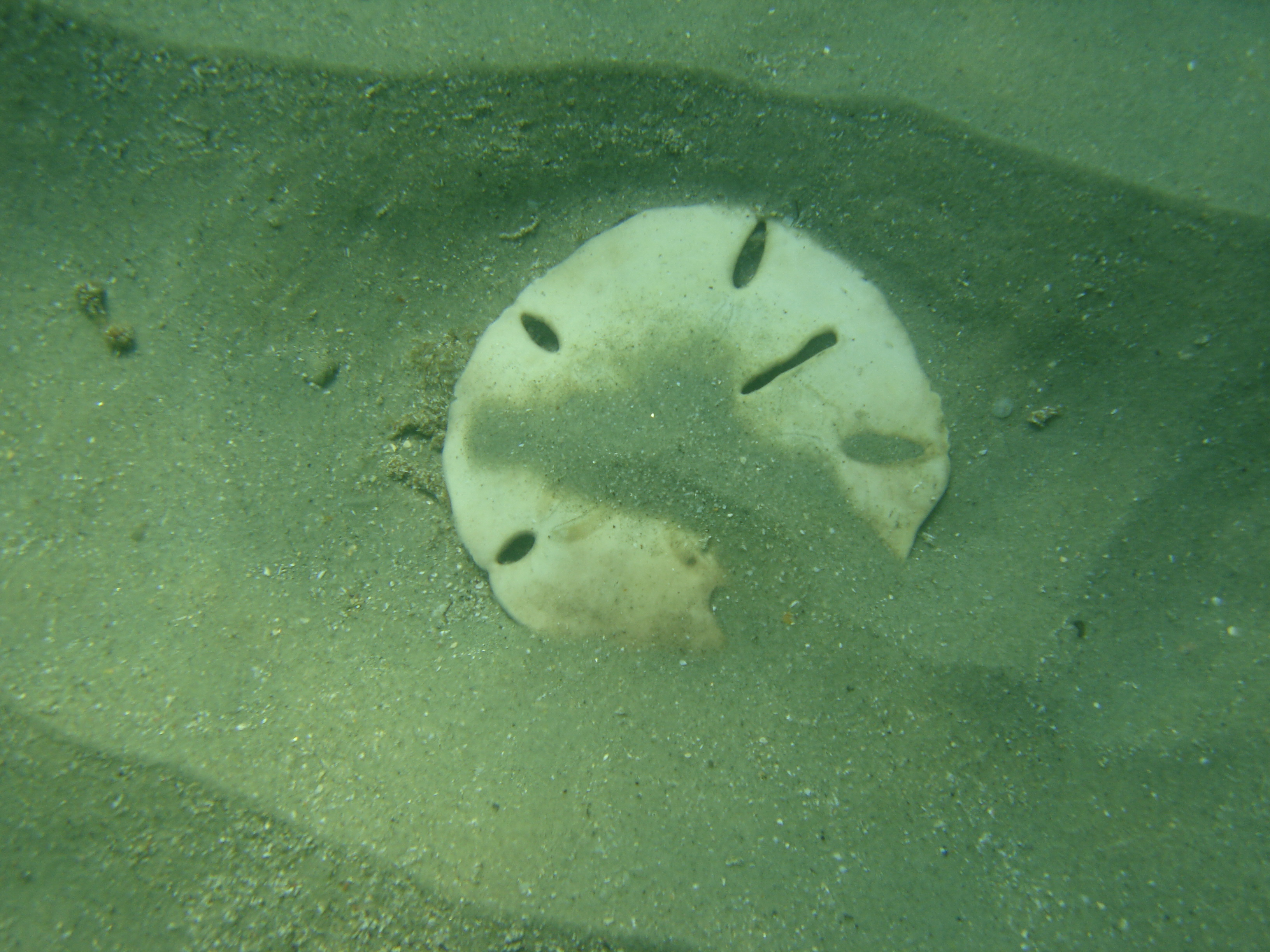
Bolacha de praia, representante dos Echinoidea
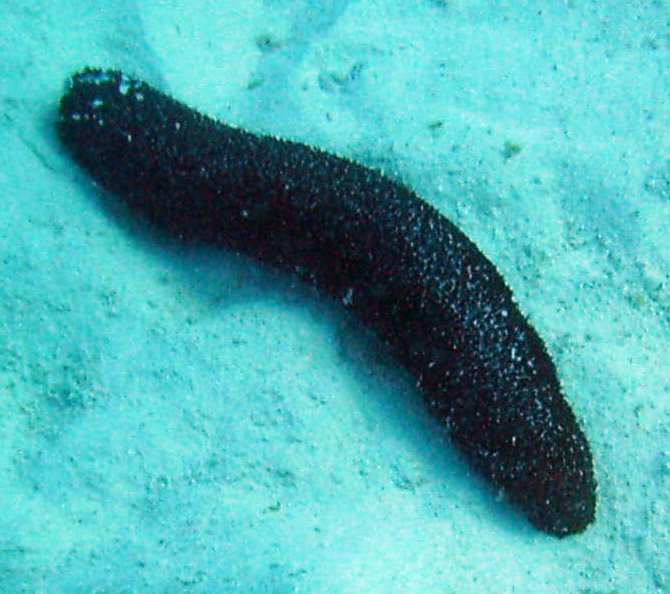
Pepino-do-mar, representante dos Holothuroidea
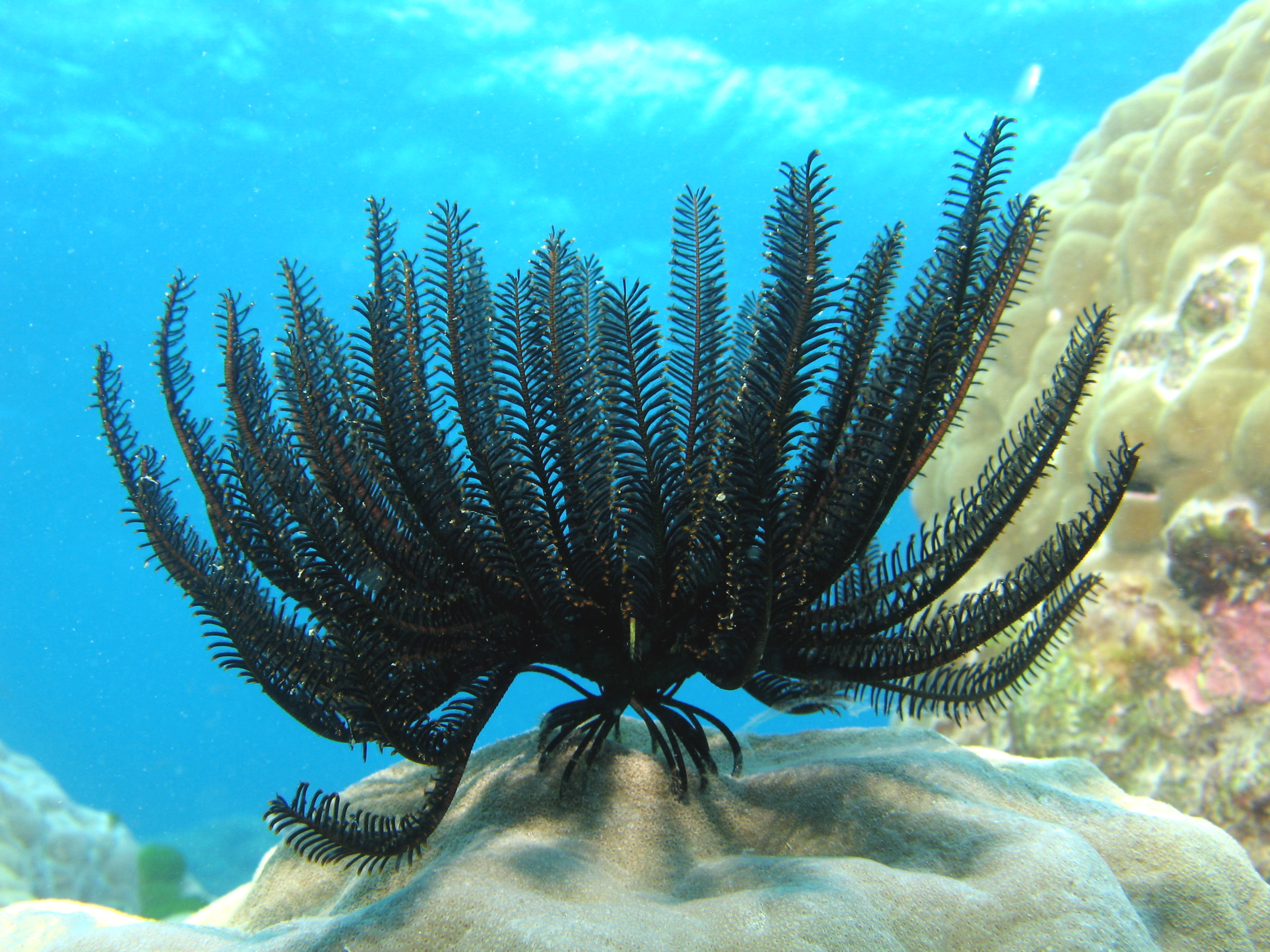
Lírio-do-mar, representante dos Crinoidea

## Filogenia dos Echinodermata
Mesmo com registros fósseis abundantes e muitas décadas de investigação, a origem e a evolução dos equinodermos é altamente controversa, pois existem inúmeras ideias bem aceitas e outras muito discutidas no que diz respeito à classificação dos equinodermos.
A filogenia é baseada ao nível de classe assumindo que cada uma delas é um grupo monofilético e atualmente a classificação baseia-se na morfologia dos adultos. São eles: Crinoidea, Asteroidea, Ophiuroidea, Echinoidea e Holothuroidea.
O grupo dos equinodermos apresenta algumas sinapomorfias como: Placas esqueléticas de estrutura estereômica; sistema vascular aquífero; simetria pentarradiada.
É aceito que os Crinoidea sejam o grupo mais primitivo e de que os Echinoidea e Holothuroidea sejam grupos irmãos devido à redução da superfície aboral a uma pequena região ao longo do ânus e a presença dos sulcos ambulacrais ao longo das laterais do corpo da superfície oral para a aboral, que está presente nos dois grupos.
Então, a discussão é em relação às posições dos Ophiuroidea e Asteroidea. Isso fez levar a duas hipóteses filogenéticas de grande suporte para os estudiosos.
A hipótese mais antiga mostra que os Asteroidea são um grupo mais basal que os Ophiuroidea, devido a estes últimos, assim como os Echinoidea e Holothuroidea apresentarem fechamento dos sulcos ambulacrários. A hipótese mais recente une os Asteroidea e Ophiuroidea num único clado, com base no plano corpóreo com cinco braços.

### Cladograma
Echinodermata
```
  |--
Pelmatozoa

  |      `-- 
Crinoidea
 (lírio-do-mar)
  `--
Eleutherozoa

        |--†
Concentricycloidea

        |--
Asterozoa

        |       |--
Asteroidea
 (estrela-do-mar)
        |       |--†
Somasteroidea

        |       `--
Ophiuroidea
 (estrela-serpente)
        ` --
Cryptosyringida

              |--
Echinoidea
 (ouriço-do-mar)
              |--†
Ophiocistioidea

              `--
Holothuroidea
 (pepino-do-mar)
```

|  | Asteroidea     |
|  |                |
|  | †Somasteroidea |
|  |                |

|           | Ophiuroidea                                                  |
|           |                                                              |
| Echinozoa | \| \| Holothuroidea \| \| \| \| \| \| Echinoidea \| \| \| \| |
|           | \| \| Holothuroidea \| \| \| \| \| \| Echinoidea \| \| \| \| |
|           | Holothuroidea                                                |
|           |                                                              |
|           | Echinoidea                                                   |
|           |                                                              |

|  | Holothuroidea |
|  |               |
|  | Echinoidea    |
|  |               |

|  | Asteroidea     |
|  |                |
|  | †Somasteroidea |
|  |                |

|           | Ophiuroidea                                                  |
|           |                                                              |
| Echinozoa | \| \| Holothuroidea \| \| \| \| \| \| Echinoidea \| \| \| \| |
|           | \| \| Holothuroidea \| \| \| \| \| \| Echinoidea \| \| \| \| |
|           | Holothuroidea                                                |
|           |                                                              |
|           | Echinoidea                                                   |
|           |                                                              |

|  | Holothuroidea |
|  |               |
|  | Echinoidea    |
|  |               |

|  | Asteroidea     |
|  |                |
|  | †Somasteroidea |
|  |                |

|           | Ophiuroidea                                                  |
|           |                                                              |
| Echinozoa | \| \| Holothuroidea \| \| \| \| \| \| Echinoidea \| \| \| \| |
|           | \| \| Holothuroidea \| \| \| \| \| \| Echinoidea \| \| \| \| |
|           | Holothuroidea                                                |
|           |                                                              |
|           | Echinoidea                                                   |
|           |                                                              |

|  | Holothuroidea |
|  |               |
|  | Echinoidea    |
|  |               |

|  | Asteroidea     |
|  |                |
|  | †Somasteroidea |
|  |                |

|           | Ophiuroidea                                                  |
|           |                                                              |
| Echinozoa | \| \| Holothuroidea \| \| \| \| \| \| Echinoidea \| \| \| \| |
|           | \| \| Holothuroidea \| \| \| \| \| \| Echinoidea \| \| \| \| |
|           | Holothuroidea                                                |
|           |                                                              |
|           | Echinoidea                                                   |
|           |                                                              |

|  | Holothuroidea |
|  |               |
|  | Echinoidea    |
|  |               |